# Nereide (1913)
Nereide – włoski okręt podwodny z początku XX wieku, jedna z dwóch jednostek typu Nautilus. Okręt został zwodowany 12 lipca 1913 roku w Arsenale w Wenecji, a w skład Regia Marina został wcielony 20 grudnia 1913 roku. „Nereide” pełniła służbę na Morzu Śródziemnym, biorąc udział w I wojnie światowej. 5 sierpnia 1915 roku jednostka została zatopiona u wybrzeży wyspy Pelagosa przez austro-węgierski okręt podwodny SM U-5.

## Projekt i budowa
Jednostki typu Nautilus zostały zaprojektowane w 1910 roku przez inż. majora Curio Bernardisa, będąc jego pierwszym projektem okrętu podwodnego. Okręty charakteryzowały się konstrukcją jednokadłubową z głównymi zbiornikami balastowymi na śródokręciu i zbiornikami trymującymi na dziobie i rufie. Kształt kadłuba został uformowany na podobieństwo linii kadłuba torpedowców. Plany zakładały umieszczenie na pokładzie trzeciej wyrzutni torped, jednak podczas budowy z pomysłu zrezygnowano. Jednostki te były protoplastami okrętów podwodnych typu N, również zaprojektowanych przez inż. Bernardisa, które budowane były seryjnie w trakcie I wojny światowej .
„Nereide” zbudowana została w Arsenale w Wenecji. Stępkę okrętu położono 1 sierpnia 1911 roku, a zwodowany został 12 lipca 1913 roku. Był pierwszym okrętem we włoskiej flocie noszącym tę nazwę.

## Dane taktyczno-techniczne
„Nereide” była niewielkim, przybrzeżnym okrętem podwodnym . Długość całkowita wynosiła 40,96 metra, szerokość 4,3 metra i zanurzenie 2,93 metra . Wyporność normalna w położeniu nawodnym wynosiła 225 ton, a w zanurzeniu 303 tony . Okręt napędzany był na powierzchni przez dwa silniki wysokoprężne Sulzer o łącznej mocy 600 KM. Napęd podwodny zapewniały dwa silniki elektryczne Ansaldo o łącznej mocy 320 KM. Dwa wały napędowe obracające dwiema śrubami umożliwiały osiągnięcie prędkości 13,2 węzła na powierzchni i 8 węzłów w zanurzeniu. Zasięg wynosił 1000 Mm przy prędkości 10 węzłów w położeniu nawodnym oraz 64 Mm przy prędkości 3 węzły w zanurzeniu (lub 470 Mm przy prędkości 13 węzłów w położeniu nawodnym oraz 14 Mm przy prędkości 7 węzłów w zanurzeniu) . Zapas paliwa wynosił 6 ton. Energia elektryczna magazynowana była w jednej baterii akumulatorów . Dopuszczalna głębokość zanurzenia wynosiła 40 metrów .
Okręt wyposażony był w dwie stałe dziobowe wyrzutnie kalibru 450 mm, z łącznym zapasem czterech torped.
Załoga okrętu składała się z 2 oficerów oraz 17 podoficerów i marynarzy.

## Służba
„Nereide” została wcielona do służby w Regia Marina 20 grudnia 1913 roku . Po zakończeniu testów „Nereide” wraz z bliźniaczym „Nautilusem” weszły w skład 3. eskadry (wł. Squadriglia) okrętów podwodnych w Brindisi, uczestnicząc w rejsach szkoleniowych. W momencie przystąpienia Włoch do I wojny światowej okręt wchodził w skład 3 dywizjonu okrętów podwodnych w Brindisi (prócz niego tworzyły go „Nautilus”, „Galileo Ferraris” i „Velella”). Jednostka brała udział w ofensywnych patrolach na wodach Morza Adriatyckiego, m.in. przeprowadzając w nocy z 23 na 24 maja 1915 roku pierwszą we włoskich siłach podwodnych zasadzkę pod Cattaro, przebywając dystans 280 mil i spędzając w zanurzeniu trzydzieści siedem godzin .
Rankiem 5 sierpnia 1915 roku „Nereide” znajdowała się na kotwicowisku u wybrzeży wyspy Pelagosa . Dowództwo okrętu sprawował wówczas kpt. mar. (wł. tenente di vascello) Carlo Del Greco . Włoska jednostka została wykryta o godzinie 5:16 przez patrolujący okoliczne wody austro-węgierski okręt podwodny SM U-5, dowodzony przez kpt. mar. Georga von Trappa. Zauważywszy płynącego w półzanurzeniu U-Boota dowódca „Nereide” wydał rozkaz wyjścia w morze, mimo że nie wszyscy członkowie załogi okrętu byli na pokładzie. W kierunku zanurzającego się okrętu von Trapp wystrzelił torpedę z prawoburtowej wyrzutni U-5, która jednak okazała się niecelna; również włoski okręt wystrzelił torpedę, także chybiając. Druga, wystrzelona z lewoburtowej wyrzutni U-5 torpeda trafiła oddalony o 150 metrów włoski okręt na wysokości maszynowni, w wyniku czego ten przełamał się wpół i zatonął wraz z 14 członkami załogi. Dowódca „Nereide” został pośmiertnie odznaczony Medaglia d'oro al valor militare, jako pierwszy włoski marynarz w I wojnie światowej .
W 1972 roku leżący na głębokości 37 metrów wrak okrętu został podniesiony przez jednostki marynarki jugosłowiańskiej .